# Dalslands folkhögskola
Dalslands folkhögskola är en svensk folkhögskola i Färgelanda i Dalsland, med en filial i Trollhättan.
Dalslands folkhögskolas huvudman är Västra Götalandsregionen.